# Heiligensee
Heiligensee, på tyska formellt Ortsteil Berlin-Heiligensee, är en stadsdel (Ortsteil) i nordvästra utkanten av Berlin i Tyskland, belägen öster om floden Havel. Administrativt utgör stadsdelen en del av stadsdelsområdet Reinickendorf. Heiligensee har 17 793 invånare (juni 2014).

## Geografi
Stadsdelens gamla bykärna, Alt-Heiligensee, ligger på en halvö mellan floden Havel och sjön Heiligensee. I öster ligger den gamla byn Schulzendorf som idag är sammanslagen med stadsdelen Heiligensee. I norr och väster utgör stadsdelens gräns även förbundslandet Berlins gräns mot städerna Hennigsdorf och Hohen Neuendorf i Landkreis Oberhavel och förbundslandet Brandenburg. Inom stadsdelsområdet Reinickendorf gränsar stadsdelen mot stadsdelarna Frohnau i nordost och Tegel i sydost.

## Kända personer
Följande personer har anknytning till Heiligensee:
- Louis Held (1851-1927), fotograf, uppväxt i Heiligensee.
- Hannah Höch (1889-1978), konstnär, bodde och verkade i stadsdelen 1939-1978.
- Oliver Schröder (född 1980), fotbollsspelare, uppväxt i Heiligensee.